# Mesacmaea mitchellii
Mesacmaea mitchellii is een zeeanemonensoort uit de familie Haloclavidae. Het wordt gevonden in de noordoostelijke Atlantische Oceaan en de Middellandse Zee, waar het zich in het zachte sediment nestelt.

## Taxonomie
Deze soort werd voor het eerst in 1853 beschreven door de Britse natuuronderzoeker Philip Henry Gosse als Ilyanthus mitchellii. In 1881 beschreef de Italiaanse zoöloog Angelo Andres een nieuwe soort zeeanemoon, Mesacmaea stellatus, en richtte hij het geslacht Mesacmaea op om het te huisvesten. Omdat Mesacmaea stellatus synoniem is met Ilyanthus mitchellii, werd deze soort Mesacmaea mitchellii. De twee andere soorten van het geslacht Ilyanthus zijn ook overgebracht naar het geslacht Mesacmaea.

## Beschrijving
M. mitchellii is een robuuste en kenmerkende gravende zeeanemoon. De kolom is peervormig met een afgeronde basis en is verdeeld in een scapus, het grootste deel van de kolom, en een scapulus, een glad intrekbaar gebied. De physa, of basale regio, kan stevig aan een hard oppervlak hechten, maar is normaal niet gehecht omdat het dier gewoonlijk graaft. Aan het scapus kleven vaak zandkorrels. De orale schijf draagt tot 36 tentakels in verschillende cycli; de binnenste cyclus bevat zeven tentakels die de neiging hebben om boven de centrale mond te worden geheven, terwijl de resterende tentakels wijd over het oppervlak van het sediment zijn verspreid. De kolom kan maximaal 50 mm breed zijn en 70 mm inclusief de verlengde tentakels. De scapus is over het algemeen roodachtig, oranje of bleekgeel, het scapulus is grijs en de orale schijf en tentakels hebben een patroon in bruin, crème en rood.

## Verspreiding en leefgebied
Mesacmaea mitchellii is inheems in de noordoostelijke Atlantische Oceaan, waar het voorkomt in de sublitorale zone rond de kusten van Groot-Brittannië, Zuidwest-Europa en in de Middellandse Zee. Het dieptebereik ligt tussen 15 en 100 meter en het leefgebied is zacht sediment zoals zand en grind. De basis van de kolom wordt gebruikt om te graven en het dier voedt zich met alleen de bovenkant van de kolom, de orale schijf en tentakels die boven het sediment uitsteken.